# Carballeda (Carballeda de Avia)
Carballeda (llamada oficialmente San Miguel de Carballeda) es una parroquia y un lugar español del municipio de Carballeda de Avia, en la provincia de Orense, Galicia.

## Organización territorial
La parroquia está formada por siete entidades de población:
- Carballeda de Avia
- Costeira (A Costeira)
- Fiscas (Fiscás)
- Saa
- Veiga (A Veiga)
- Veronza (A Veronza)
- Vilariño

## Demografía

### Parroquia
| Gráfica de evolución demográfica de Carballeda (parroquia) entre 2000 y 2022 |
|                                                                              |
| Datos según el nomenclátor publicado por el INE.                             |

### Lugar
| Gráfica de evolución demográfica de Carballeda (lugar) entre 2000 y 2022 |
|                                                                          |
| Datos según el nomenclátor publicado por el INE.                         |